# Шелль (Сена и Марна)
Шелль (фр. Chelles) — коммуна во Франции в восточном пригороде Парижа. Расположена в департаменте Сена и Марна в регионе Иль-де-Франс в 18 километрах от центра столицы страны.
На январь 2022 года население коммуны насчитывало 54 тысячи 372 жителя.

## История
В городе открыт Музей городского, междугородного и загородного транспорта.

## Климат
Шелль располагается в зоне умеренного континентального климата, на стыке двух противопоставленных друг другу климатических явлений: близость к морю обуславливает наличие тёплых и влажных воздушных масс и вторжение холодного континентального воздуха, чаще всего с севера и северо-востока. Средняя годовая температура составляет около 12,0 °C.